# Chevrolet Lumina
La Lumina è un'autovettura mid-size prodotta dalla Chevrolet dal 1990 al 2001 per il mercato nordamericano, e assemblata dalla Holden dal 1998 per il Medio Oriente ed il Sudafrica.

## Il contesto
La Lumina sostituì la Celebrity berlina e la Monte Carlo coupé. Fu la risposta della General Motors alla Ford Taurus. Nello stesso anno del lancio della Lumina, il gruppo automobilistico menzionato iniziò a produrre un modello quasi omonimo, la monovolume Lumina APV. La Lumina era invece commercializzata in due versioni, berlina e coupé, che erano assemblate a Oshawa. La Lumina APV era invece fabbricata a Sleepy Hollow. La Lumina era il modello dotato di maggior lunghezza tra quelli installati sul pianale W della General Motors.
I consumatori vennero fondamentalmente confusi dal fatto di avere due vetture differenti (la Lumina berlina/coupé e la Lumina APV monovolume) che condividevano lo stesso nome, e ciò ebbe fine quando la Lumina APV fu sostituita nel 1997 dalla Chevrolet Venture.
Il nome "Chevrolet Lumina" fu poi utilizzato dalla Holden per denominare le Holden Commodore vendute in Medio Oriente ed in Sudafrica.

## La prima serie: 1990–1994

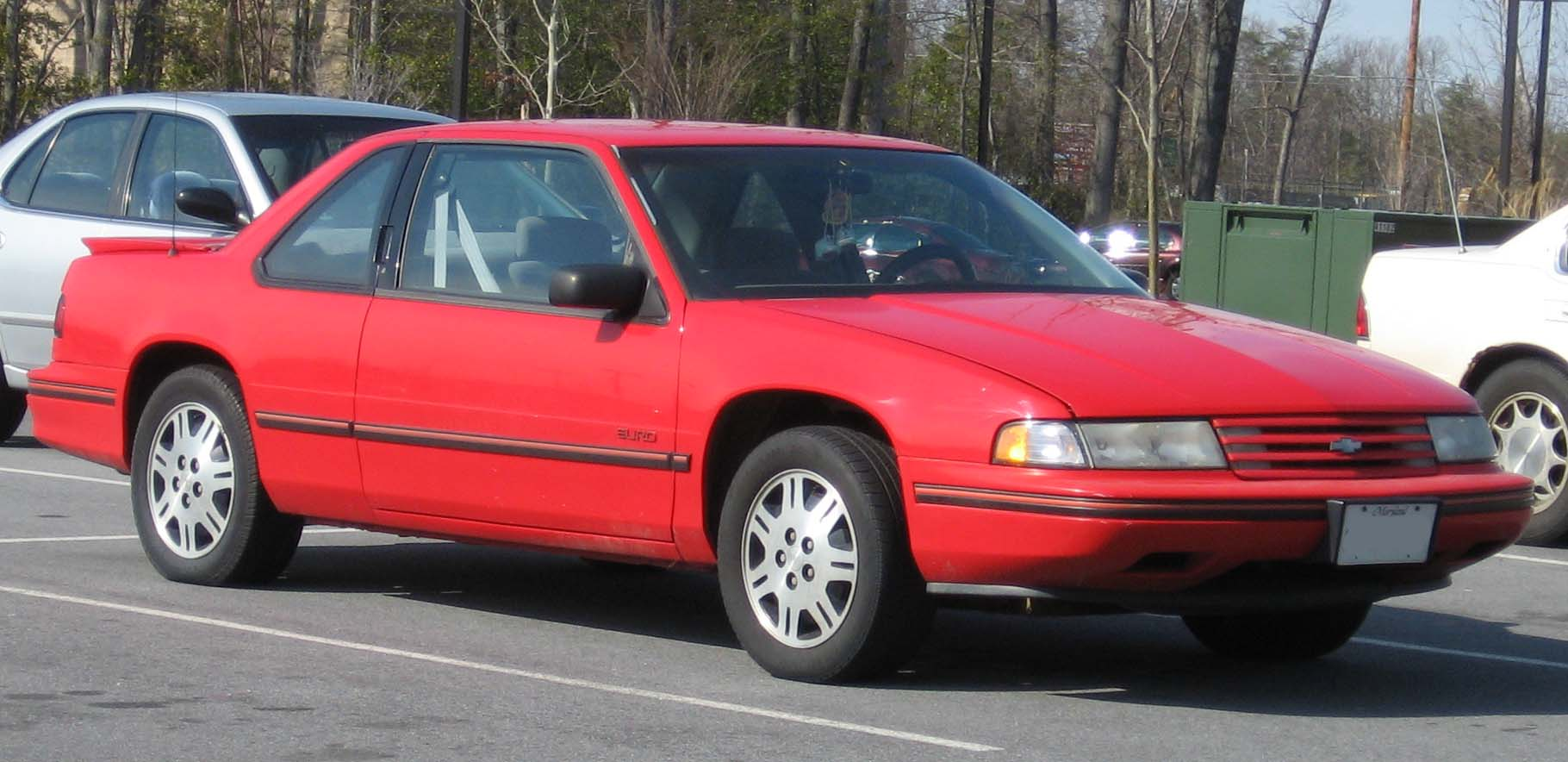
Una Chevrolet Lumina coupé del 1991/1994

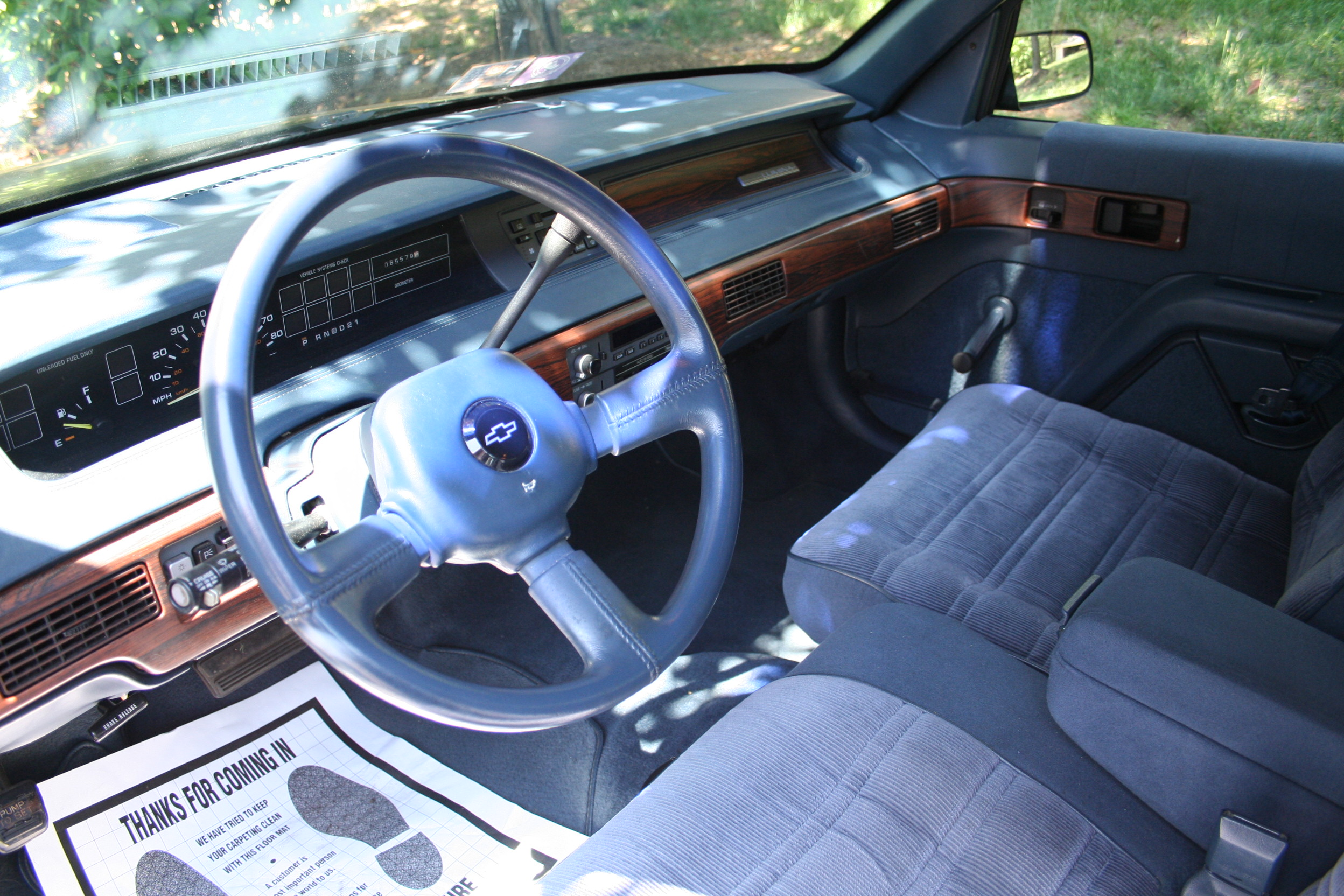
Interni di un esemplare del 1992

La Lumina offerta in nordamerica era basata sul pianale W della General Motors, che condivideva con la Pontiac Grand Prix, la Oldsmobile Cutlass Supreme, la Oldsmobile Intrigue, la Buick Regal e la Buick Century (dopo il 1996).
La Lumina vendette bene fin dall'inizio, ma la General Motors fu largamente criticata dalla stampa specializzata per avere introdotto il modello, come concorrente della Ford Taurus, relativamente tardi. La prima generazione della Lumina fu tolta dal mercato già nel 1994, e per questo il modello stabilì un record. Infatti, la prima serie della Lumina fu la generazione di vettura, tra i modelli che erano basati sulla prima serie del pianale W, che fu per meno tempo in commercio. Il motore era montato anteriormente, e la trazione era all'avantreno.
Già nel 1989, un anno prima del lancio della vettura prodotta in serie, il nome "Lumina" era utilizzato dalle Chevrolet che partecipavano alle gare NASCAR.
Questa serie di Lumina è stata assemblata ad Oshawa, in Canada.

### Motorizzazioni
- 1990-1992: Iron Duke, 2,5 L di cilindrata, quattro cilindri in linea;
- 1993-1994: 122, 2,2 L, quattro cilindri in linea;
- 1990-1994: LHO, 3,1 L, V6;
- 1991-1994: LQ1, 3,4 L, doppio albero a camme in testa, V6.

### La Lumina Z34

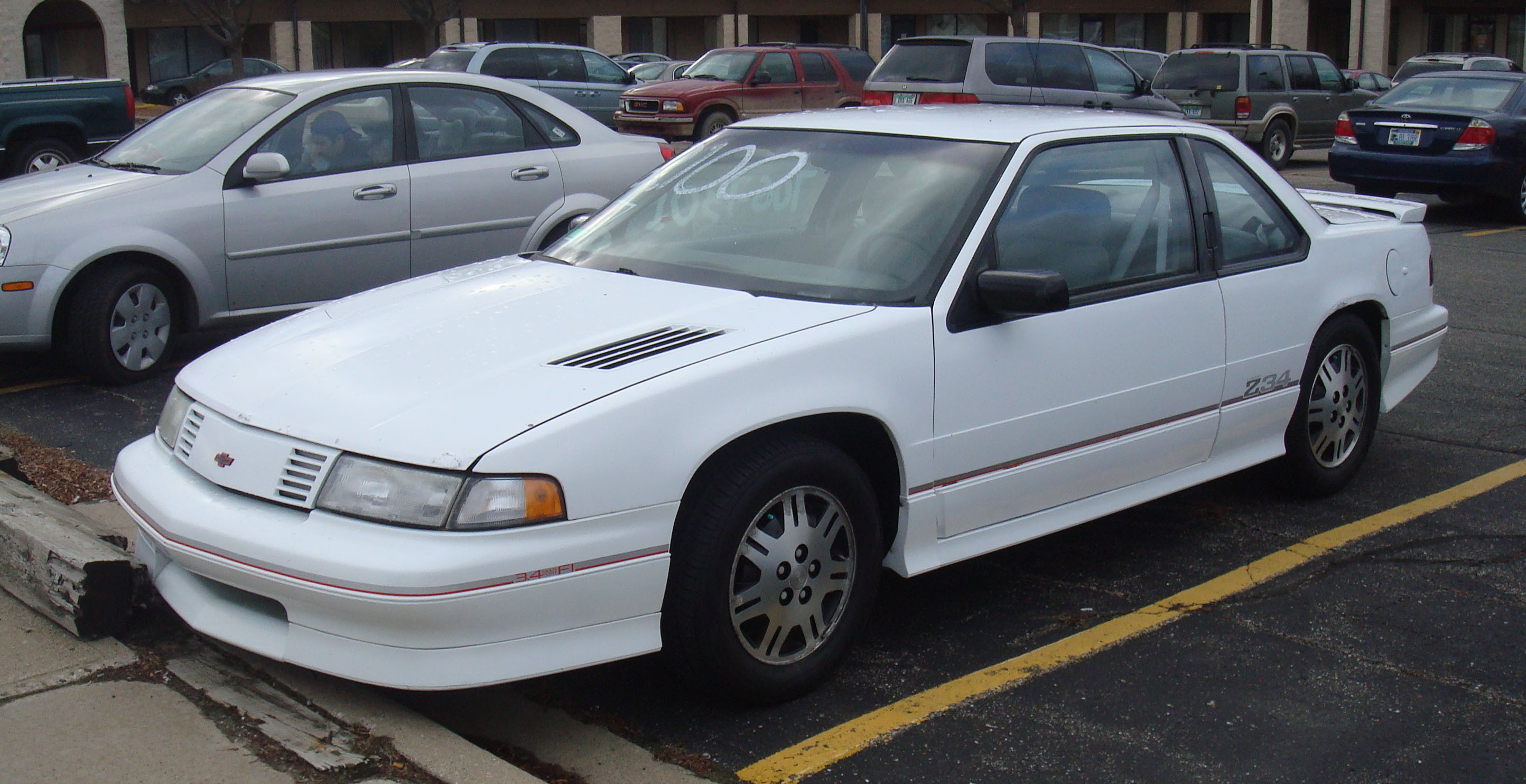
Una Chevrolet Lumina Z34

Le versioni ad alte prestazioni della Lumina furono la Z34 (la coupé) e la Euro 3.4 (la berlina). Oltre a sospensioni performanti, sulle versioni citate era installato un motore LQ1 V6 a doppio albero a camme in testa da 3,4 L di cilindrata. Esso erogava 210 CV di potenza a 5.200 giri al minuto, e 292 N•m di coppia a 4.400 giri al minuto. Questo propulsore poteva essere accoppiato sia con un cambio automatico a quattro rapporti, che con un cambio manuale a cinque marce. Quest'ultimo, un Getrag 284, venne realizzato appositamente per il modello.
Montati unicamente su questo modello ad alte prestazioni, furono lo spoiler, delle modanature, un cofano con prese d'aria ed un volante speciale. La calandra assomigliava a quella della Ford Taurus SHO.
Considerando che il modello era a trazione anteriore, le prestazioni erano notevoli. L'accelerazione da 0 a 97 km/h era di 7,5 secondi, mentre la velocità massima raggiunta dal modello era di 209,21 km/h.

### Esemplari prodotti
Gli esemplari prodotti della prima serie della Lumina furono:
| Anno              | Totale berline | Totale coupé | Berline LQ1 | Coupé LQ1 |
| ----------------- | -------------- | ------------ | ----------- | --------- |
| 1990              | 278.311        | 45.783       | N/A         | N/A       |
| 1991              | 157.782        | 34.495       | N/A         | 8.936     |
| 1992              | 188.557        | 33.490       | 5.623       | 13.016    |
| 1993              | 200.842        | 29.916       | 3.489       | 12.323    |
| 1994              | 75.753         | 10.866       | 1.234       | 4.478     |
| Produzione totale | 901.245        | 154.500      |             |           |

## La seconda serie: 1995–2001
Nel 1995, la Lumina fu oggetto di un restyling che coinvolse la linea della carrozzeria e le dimensioni, che furono aumentate. Il nome Monte Carlo fu riutilizzato per denominare la versione a due porte che in precedenza era venduta come Lumina coupé. La seconda serie della Lumina, quindi, fu commercializzata solo in versione berlina quattro porte. A differenza dei modelli omologhi montati sul pianale W, la Lumina usò lo stesso telaio installato sulle vetture prodotte dal 1990 al 1994. L'allestimento Euro fu rinominato LS. Il motore V6 LH0 fu tolto dall'offerta, e fu sostituito dal propulsore V6 L82, conosciuto anche come 3100 SFI, che erogava 20 CV in più, nonostante i due motori avessero la medesima cilindrata. La potenza aggiuntiva fu ottenuta grazie alla revisione dei collettori d'aspirazione ed alla modifica della testata. Questa serie di Lumina fu anche venduta come auto della polizia e come taxi, e ciò fu dovuto alla fine della produzione della Chevrolet Caprice dopo il model year 1996.
Il motore era montato anteriormente, e la trazione era all'avantreno. Questa generazione di Lumina fu costruita sulla versione "1.5" del pianale W della General Motors.
All'inizio vennero offerti due allestimenti, "base" e LS. Tra gli optional, erano offerti il tettuccio elettrico, i sedili singoli rivestiti in pelle, gli alzacristalli elettrici, i sedili regolabili elettricamente, la radio AM/FM ed il lettore CD.
L'allestimento LTZ fu introdotto nel 1997 per colmare, almeno in parte, il vuoto creatosi con l'uscita di produzione della Impala SS e della Caprice. Tra l'equipaggiamento di serie erano presenti i cerchioni in alluminio da 16 pollici, degli pneumatici radiali, delle sospensioni speciali, un motore V6 da 3,1 L che erogava 160 CV di potenza e 251 N•m di coppia (o un propulsore opzionale da 3,4 L, 210 CV e 300 N•m), uno spoiler posteriore, il contagiri e la leva del cambio montata sul pavimento.
Nel 1998 il motore V6 da 3,4 L fu sostituito da un propulsore della serie 3800 da 3,8 L che erogava 200 CV e 305 N•m. Nonostante la coppia erogata dal motore fosse stata aumentata, il motore da 3,8 L dell'allestimento LTZ dimostrava delle prestazioni leggermente inferiori rispetto a quelle del predecessore, e questo fu dovuto alla minore potenza sviluppata. L'accelerazione da 0 a 97 km/h era di 7,5 secondi, contro i 7,2 secondi dell'LQ1. Il modello possedeva un limitatore di velocità che non permetteva alla vettura di superare i 172 km/h, ed un limitatore di giri che non consentiva al motore di superare i 5.800 giri al minuto.
Sempre nel 1998, la Lumina ricevette un nuovo sistema di airbag. Nel 2000, la Chevrolet Impala, che era a trazione anteriore, fu introdotta come sostituta della Lumina, sebbene quest'ultima venne prodotta fino al model year 2001. L'ultimo anno venne esclusivamente venduta alle compagnie come auto aziendale. La vendita al pubblico terminò nel 1999 in Canada e negli Stati Uniti l'anno successivo. L'ultima Lumina uscì dalle catene di montaggio il 26 aprile 2001. In alcune nazioni asiatiche, la Lumina continuò ad essere prodotta come versione rimarchiata della Buick Century/Regal.

### Gli allestimenti

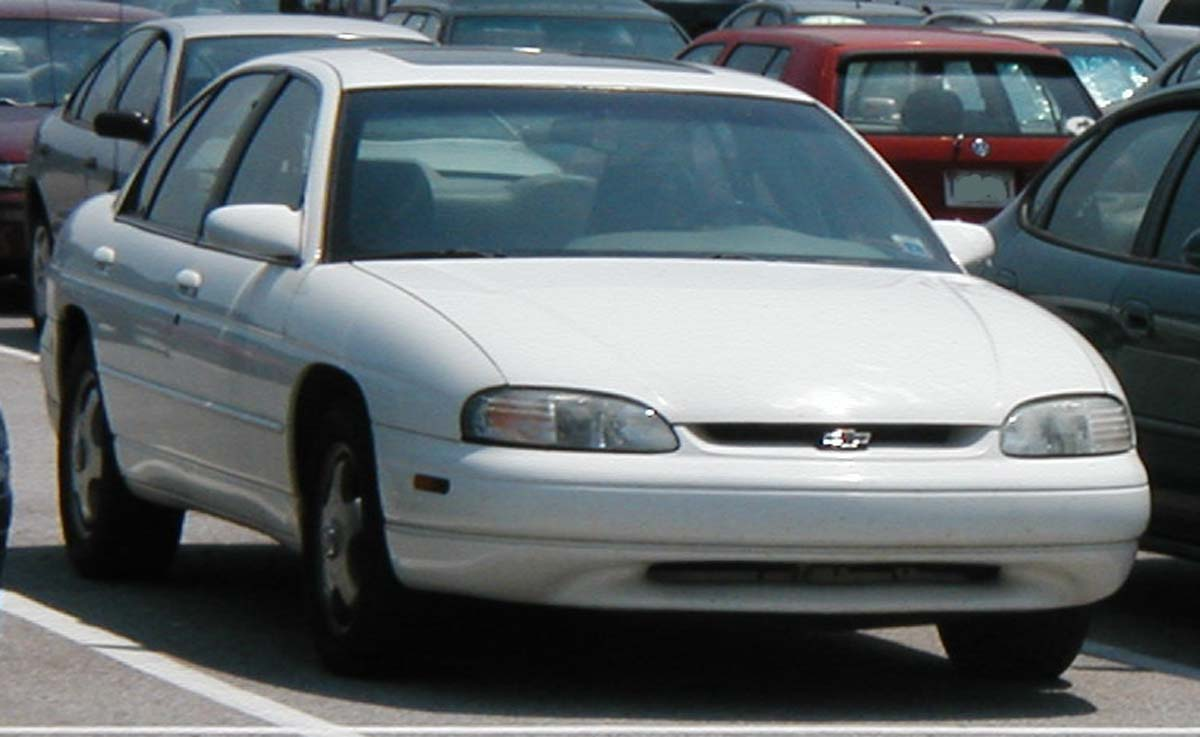
Una Chevrolet Lumina LTZ

La seconda serie di Lumina fu disponibile nei seguenti allestimenti:
- Base (1995-2001): fu la Lumina più popolare. Per essere la versione base della gamma offerta, e considerando il prezzo di vendita, era ben equipaggiata. Poteva ospitare sei passeggeri, ed aveva in dotazione la chiusura centralizzata, due airbag e l'aria condizionata. Tutti i modelli erano equipaggiati con dei cerchioni in acciaio da 15 pollici con borchie.
- LS (1995-1999): appena sopra l'allestimento base, era offerto l'allestimento LS. I cerchioni erano in alluminio, ed erano offerti di serie gli alzacristalli elettrici, il contagiri, una radio migliore, l'ABS (opzionale sulla versione base), il sistema di apertura porte tramite un telecomando, dei sedili speciali ed il motore da 3,4 L con doppio albero a camme in testa. Era disponibile come optional il climatizzatore bizona.
- LTZ (1997-1999): questo fu l'allestimento più costoso e completo con cui era offerta la Lumina. Esso comprendeva dei cerchioni in lega, ed era possibile la scelta tra il motore V6 da 3,1 L, il V6 da 3,4 L e doppio albero a camme in testa, oppure il propulsore V6 da 3,8 L (quest'ultimo fu disponibile sono nel 1998 e nel 1999). Inoltre erano offerti i sedili regolabili elettricamente, il climatizzatore bizona e gli interni in pelle. Era possibile avere, come optional, gli interni in tessuto. Una consolle centrale era offerta di serie sull'allestimento LTZ, ma era tra gli optional per l'allestimento LS. Per differenziare esteriormente questo tipo di allestimento da quelli inferiori, i veicoli erano dotati di una parte posteriore mutuata da quella della quinta serie della Chevrolet Monte Carlo.

### Motorizzazioni e cambi
I motori disponibili furono:
- 1995-1999: L82 da 3,1 L di cilindrata, V6;
- 1995-1997: LQ da 3,4 , doppio albero a camme in testa, V6;
- 1997-1999: L36 da 3,8 L, V6;
- 2000-2001: LG8 da 3,1 L, V6.

I cambi invece offerti furono due, entrambi automatici a quattro rapporti: il 4T60-E ed il 4T65-E

### Test di sicurezza
L'IIHS, nel 1995, provò un esemplare del modello in un crash test. La vettura ricevette il giudizio di "buono" nella prova di urto frontale, dato che il manichino non subì danni.

## La terza serie: 1998–2006

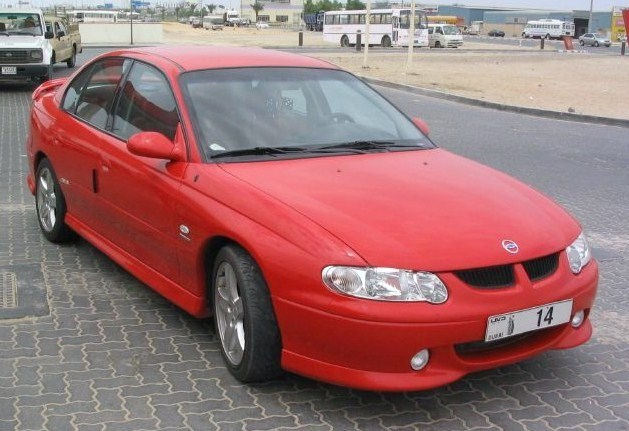
Una Chevrolet Lumina SS berlina del 2000/2001

Dal 1998 la Holden Commodore fu venduta come Chevrolet Lumina in Medio Oriente ed in Sudafrica. Una versione coupé, basata sulla Holden Monaro, venne venduta in Medio Oriente come Chevrolet Lumina Coupe.

## La quarta serie: 2006–
La Holden ha rivisitato la Commodore nel 2006. Prodotta in Australia, la nuova Commodore VE è esportata dal paese oceanico come nuova serie della Lumina. Dal 2011 non è più offerta in Medio Oriente, e quindi è in commercio solo in Sud Africa.
In Sud Africa, la Holden Ute è anche disponibile come Lumina Ute.
In Arabia Saudita, la Lumina venne offerta in quattro allestimenti: LS, LTZ, S ed SS. Le versioni LTZ ed S erano disponibili con un motore Alloytec V6 da 3,6 L, e con cambio automatico a sei rapporti (per il primo allestimento) o a quattro velocità (per il secondo). Come optional era possibile avere un motore V8 Alloytec con Active Fuel management, cioè un dispositivo che consentiva di migliorare l'afflusso di carburante nel motore, in modo da evitare sprechi e ottimizzare i consumi. Sulla versione SS era standard un cambio manuale a sei rapporti, con il cambio automatico a sei velocità, che era offerto come optional. L'allestimento LTZ aveva caratteristiche lussuose, mentre gli allestimenti S ed SS erano sportiveggianti.
Le Lumina vendute in Sud Africa sono state oggetto di un restyling per il model year nel 2011. Questi cambiamenti sono stati introdotti in occasione del lancio della seconda serie della Holden Commodore VE. Questi cambiamenti includono dei nuovi paraurti, una modanatura cromata sotto la targa posteriore, un nuovo disegno dei cerchioni in lega. È stato introdotto anche un nuovo allestimento, l'SSV.